# Paratenthras
Paratenthras is een kevergeslacht uit de familie van de boktorren (Cerambycidae). De wetenschappelijke naam van het geslacht werd voor het eerst geldig gepubliceerd in 1998 door Monné.

## Soorten
Paratenthras is monotypisch en omvat slechts de volgende soort:
- Paratenthras martinsi Monné, 1998